# Sonia Delaunay
Sonia Delaunay (djevojački Sonia Ilinična Stern; Odesa, 14. studenoga 1885. – Pariz, 5. prosinca 1979.) - ukrajinsko-francuska umjetnica. 
Rođena je u Odesi u židovskoj obitelji. Rano se preselila u Sankt Petersburg, gdje je i studirala, a 1903. pohađala je tečaj crtanja u Karlsruheu u Njemačkoj. Godine 1906. preselila se u Pariz, gdje je slikala djela inspirirana Paulom Gauguinom i Vincentom van Goghom. Bila je udata za francuskog slikara Roberta Delaunayja s kojim je osnovala orfizam, umjetnički pokret koji se zasnivao na upotrebi snažnih boja i geometrijskih oblika. Njen rad obuhvaća slikarske radove, dizajn tekstila i scenografiju. Dobila je francusku Legiju časti. Njen sin je Charles Delaunay, stručnjak za jazz.
Između dva svjetska rata, Sonia je načinila prve apstraktne haljine i pridružila se svom mužu u izradi velikih ukrasa za Univerzalnu izložbu u Parizu 1937. Odlično se snalazila u umjetnosti tapiserija i tkanina, koju je dubinski obnovila zamijenivši tradicionalne ukrase geometrijskim motivima iznenađujuće kromatske jačine, tipičnim za njezino slikarstvo. Nakon Drugoga svjetskog rata nastavio je izlagati svoja djela apstraktne umjetnosti na velikim izložbama.

## Galerija
- Sonia Delaunay na fotografiji.
- Automobil MatraM530, kojega je obojala.
- Njena slika iz 1907.
- Stup obojan u stilu njenoga rada.